# Jüdischer Friedhof (Hornburg)
Der Jüdische Friedhof Hornburg ist ein Friedhof in Stadt Hornburg, einem Ortsteil der Gemeinde Schladen-Werla im Landkreis Wolfenbüttel in Niedersachsen.
Auf dem 1651 m² großen jüdischen Friedhof südlich vom Ort am Hang des Hagenberges an der Judengasse befinden sich etwa 60 Grabsteine.

## Geschichte
Der Friedhof wurde von der Mitte des 17. Jahrhunderts bis zum Jahr 1923 belegt. Die erste dokumentierte Beisetzung fand 1701 statt. Ende des 17. Jahrhunderts wurde der Friedhof in Hornburg auch von der Jüdischen Gemeinde in Wolfenbüttel genutzt; diese durfte erst im Jahr 1724 einen eigenen Friedhof anlegen.